# Gnypeta dentata

Gnypeta dentata  (лат.) — вид коротконадкрылых жуков из подсемейства Aleocharinae. Северная Америка.

## Распространение
Канада (Альберта, Саскачеван, Северо-Западные территории).

## Описание
Мелкие коротконадкрылые жуки, длина тела 2,5—2,7 мм. Ширина пронотума на 1/4 меньше чем ширина надкрылий. 7—9-й членики усиков поперечные, а 4—6-й членики субквадратные или вытянутые. Основная окраска тёмно-коричневая, почти чёрная (иногда ноги и надкрылья светлее, с красновато-коричневыми оттенком).  Опушение желтовато-серое, длинное и плотное. Усики 11-члениковые. Передние лапки 4-члениковые, средние и задние лапки 5-члениковые (формула 4-5-5). Тело тонко пунктированное, блестящее. Активны с июня по август. 
Вид был впервые описан в 2008 году канадским энтомологом Яном Климашевским (Jan Klimaszewski; Laurentian Forestry Centre, Онтарио, Канада) вместе с видом G. ashei.